# El Astillero
El Astillero («Real Astillero de Guarnizo»), también conocido simplemente como Astillero, es un municipio y localidad de la comunidad autónoma de Cantabria (España). Su situación está determinada geográficamente por las rías que lo rodean: la ría de Solía, la de ría del Carmen y la de Astillero, en la bahía de Santander. Se encuentra ubicado entre los términos municipales de Camargo, Villaescusa, Piélagos, Medio Cudeyo y Marina de Cudeyo. Ubicado al pie de Peña Cabarga, se encuentra a 7,5 km de la capital de la comunidad, Santander, y está a 20 m de altitud sobre el nivel del mar.
Debe su nombre a que en el municipio se situaron desde el siglo XVI los astilleros que dan servicio al Puerto de Santander y que aún en la actualidad se encuentran en uso. La confluencia de las rías y la costa de la bahía forma una gran extensión de humedales donde anidan durante todo el año diversas aves migratorias. El municipio tiene una superficie de 6,80 km².

## Símbolos

### Escudo
En 1981, en el pleno del 21 de agosto, el Ayuntamiento dispuso un escudo que decía así:

En campo de Plata, un galeón natural, arbolado sin velas y una grada. Bordura total de Gules (rojo), cargada con la leyenda de oro que dice: SIC VINCITUR SEMPER. Timbrado el escudo con una Corona Real de España, que es un círculo engastado de piedras preciosas compuestas de ocho florones (cinco vistos) de hojas de acanto, interpoladas de perlas y de cuyas hojas salen otras tantas diademas sumadas de perlas que convergen en un mundo de Azur (azul) con un semimeridiano, el ecuador de oro sumado de una cruz y la corona forrada de Gules.

## Geografía
El Astillero se encuentra situado en la comarca de Santander de Cantabria, de tendencia industrial y urbana, que está además compuesta por los municipios de Santander, Camargo, Piélagos, Santa Cruz de Bezana, Miengo, Villaescusa y Penagos. A continuación se muestran los límites del municipio:
|                 | Norte: Camargo   |                        |
| Oeste: Piélagos |                  | Este: Marina de Cudeyo |
|                 | Sur: Villaescusa | Sureste: Medio Cudeyo  |

### Clima
El territorio municipal se ubica en la región climática de la Ibéria Verde de clima Europeo Occidental, clasificada también como clima templado húmedo de verano fresco del tipo Cfb según la clasificación climática de Köppen.
Los principales rasgos del municipio a nivel general son unos inviernos suaves y veranos frescos, sin cambios bruscos estacionales. El aire es húmedo con abundante nubosidad y las precipitaciones son frecuentes en todas las estaciones del año, con escasos valores excepcionales a lo largo del año.
La temperatura media de la región ha aumentado en los últimos cincuenta años 0,6 grados, mientras que las precipitaciones ha experimentado un descenso del diez por ciento. Cada uno de los años de la serie 1981-2010 fueron claramente más secos y cálidos que los de la serie 1951-1980. Y todo indica que las fluctuaciones intra-estacionales del régimen termo-pluviométrico fueron más intensas durante el periodo 1981-2010.

## Historia
El Astillero se convierte en ayuntamiento en el año 1793, según "Real Cédula sobre erección de Justicia" emitida el 24 de diciembre de dicho año, aunque su historia como lugar de asentamiento de población se remonta mucho tiempo atrás. El lugar de Guarnizo estuvo habitado desde la más remota antigüedad, no en vano su proximidad a cuevas e importantes yacimientos prehistóricos como el descubrimiento del hombre de Morín de casi 30 000 años de antigüedad así lo atestiguan.
Los celtas, y los romanos después, estuvieron presentes en estas tierras atraídos por la explotación de mineral de hierro de Peña Cabarga. Según el estudioso Fermín de Sojo y Lomba, en Astillero y particularmente en Guarnizo aún se conservan nombres que recuerdan a las vías romanas o de antiguos caminos como Juntavía, barrio de Soviejas (Subiejas), Juncara y Habanera (sitio bajo) que proviene de la palabra celta "Aban".
En el siglo XI, Sancho II de Castilla concedió a la sede de Oca la iglesia de Santa María de Muslera, que sería cabeza del arciprestazgo de su nombre en torno a la cual se fue formando el poblado de Guarnizo. Posiblemente esta iglesia formará parte de la red de monasterios que la orden benedictina tenía diseminados por toda Europa y fue así camino de paso de las peregrinaciones a Santiago de Compostela.
Posteriormente, el origen de lugar del Potrañes, en Guarnizo, como sitio especialmente indicado para astillero aparece estrechamente ligado a la figura de Cristóbal de Barros, superintendente de Fábricas, Montes y Plantíos en la costa de Cantabria, a quien Felipe II en el año 1581 encargó una serie de nueve galeones para la defensa de Indias, que han pasado a la historia como los primeros galeones oceánicos de guerra que han existido y que se ocuparían del transporte del tesoro y la escolta de las flotas.
Cristóbal de Barros propuso a Felipe II su construcción en "esta canal que llaman de Solía y Guarnizo" justificando esta opción por la riqueza, tanto en cantidad como en calidad, de madera existente en la zona, por ventajas del calado del canal de Guarnizo para la botadura y amarre de los galeones así como por la protección natural que ofrecía este enclave contra los vientos, temporales y posibles ataques por mar, al estar situado al fondo de la bahía de Santander, entonces bien fortificada.
En total durante los dos siglos que siguieron se botaron más de 100 grandes buques para la armada y otros muchos para particulares. A comienzos del siglo XVIII a las gradas del astillero de Potrañes, también conocido como "el de las fragatas", se añadieron nuevas en la zona de la Planchada "astilleros de los navíos" creándose un incipiente núcleo de población conocido por barrio del Astillero. La actividad culminó en el último tercio del siglo XVIII al tomar Ferrol el relevo constructor como cabeza del Departamento Marítimo del Cantábrico. Aunque con altibajos siguió la actividad constructora que definitivamente finalizó en el año 1871 con la botadura de la fragata Don Juan.

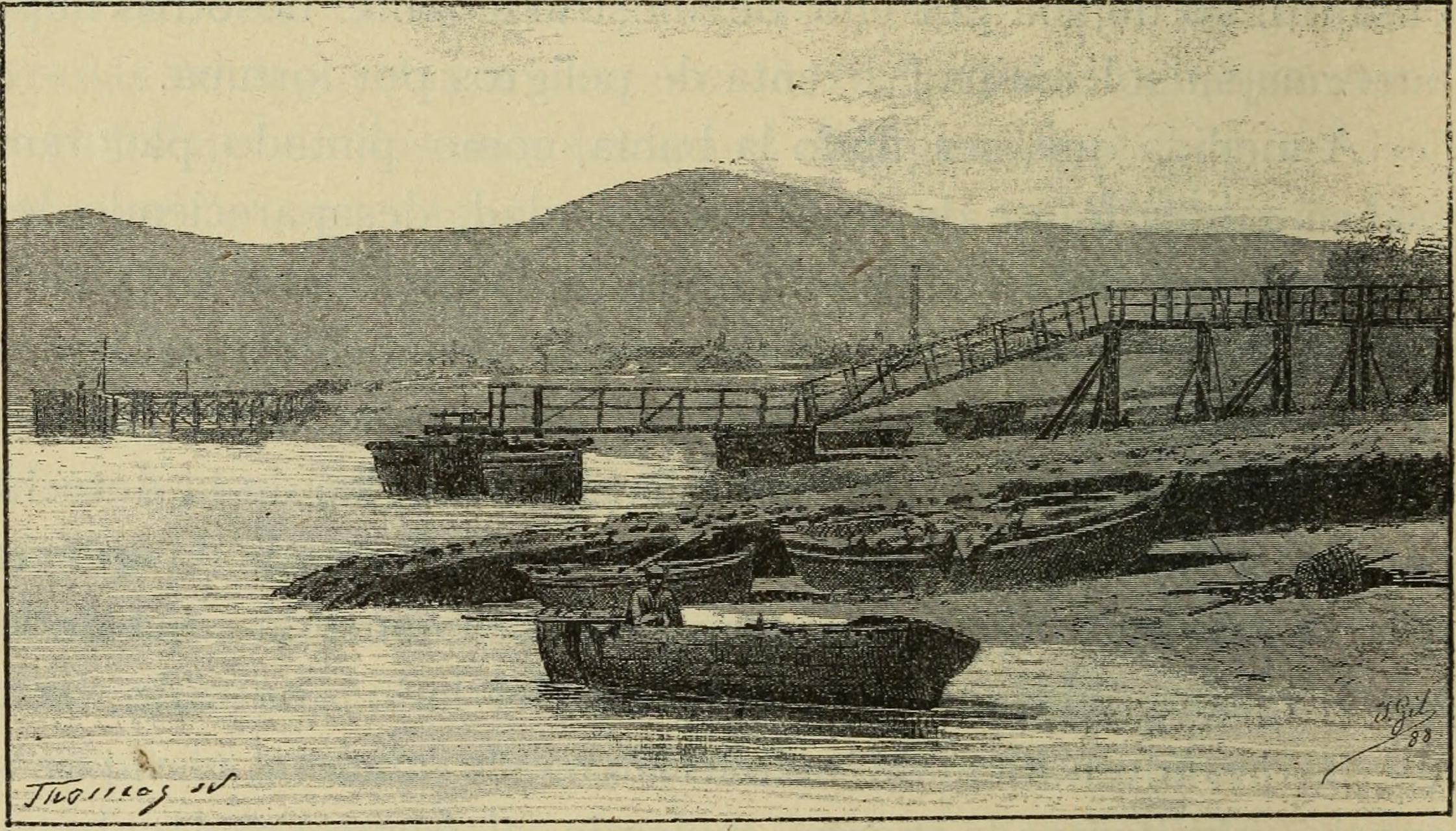
«Embarcadero del antiguo astillero de Guarnizo» en una ilustración de Isidro Gil (1888)

En el año 1793 la población de Astillero deja de depender de la jurisdicción de la Marina y en 1800 se constituye en ayuntamiento, aunque hasta 1871, Guarnizo, que hasta entonces siguió dependiendo del Real Valle de Camargo, fue segregado de este último, incorporándose definitivamente al ayuntamiento de El Astillero.
Aunque fueron muchos los buques que se botaron en las gradas de los astilleros, dos de ellos, el San Juan Nepomuceno (1766) y el Real Felipe (1731), han pasado la historia de la Marina española por su participación en diversas batallas navales como la de Trafalgar el primero de ellos y la de Tolón el segundo.

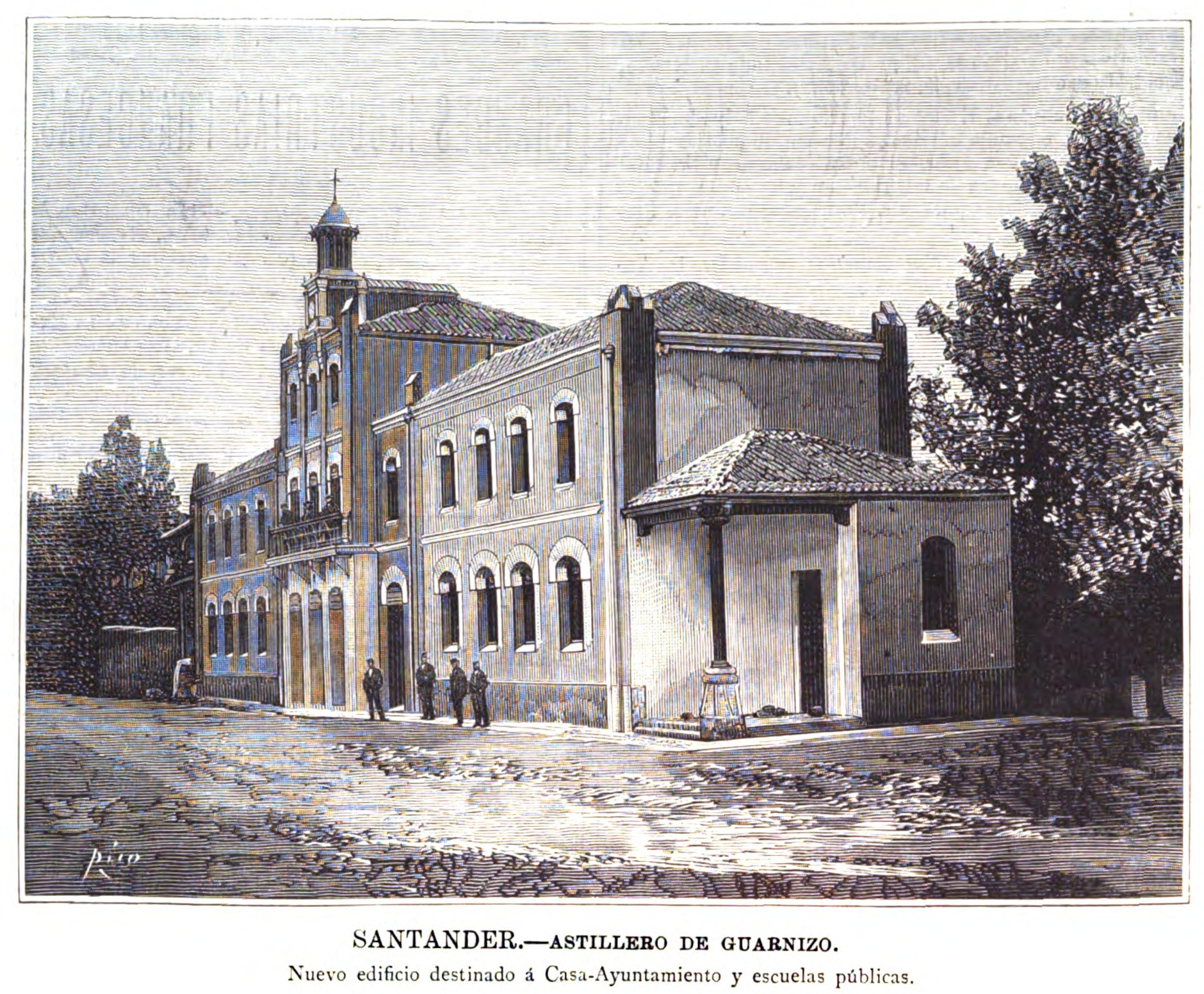
Vista de la casa consistorial de El Astillero publicada en 1880 en La Ilustración Española y Americana

El Real Felipe fue el primer navío español de tres puentes; podía armar 114 cañones y fue el mayor del mundo en su momento; demostró sus buenas cualidades en el combate de Tolón cuando la escuadra combinada franco-española se enfrentó a la inglesa resultando esta última derrotada.
El suceso más destacado en el que participó el San Juan Nepomuceno fue el combate de Trafalgar, hacia dónde salió desde la bahía de Cádiz donde se encontraba anclado el 19 de octubre de 1805 (con casi 700 tripulantes y como navío integrante de la escuadra mandada por el teniente general Federico Gravina). Durante el transcurso de la batalla, que enfrentó a la flota franco-española con la inglesa al mando del célebre almirante Horatio Nelson, el San Juan recibió el fuego y la metralla de seis buques ingleses resistiendo hasta que la muerte del brigadier Cosme Damián Churruca obligó a la rendición del buque.

## Demografía
El Astillero cuenta con una población de 18 453 habitantes (INE 2024).
| Gráfica de evolución demográfica de El Astillero entre 1842 y 2021                                                  |
| |
| Población de derecho según los censos de población del INE Población de hecho según los censos de población del INE |

Si bien este núcleo experimentó un fuerte incremento entre 1960 y 1996, a finales de la década de 1990 se produjo un leve retroceso que en los últimos años se ha visto suavizado por saldos migratorios positivos de jóvenes parejas que se han establecido en el término al encontrar viviendas a un precio más asequible que las ofertadas en Santander. Esto ha hecho que el municipio presente un perfil demográfico en el que predominan los jóvenes adultos, con una edad media de 38 años.

## Administración y política

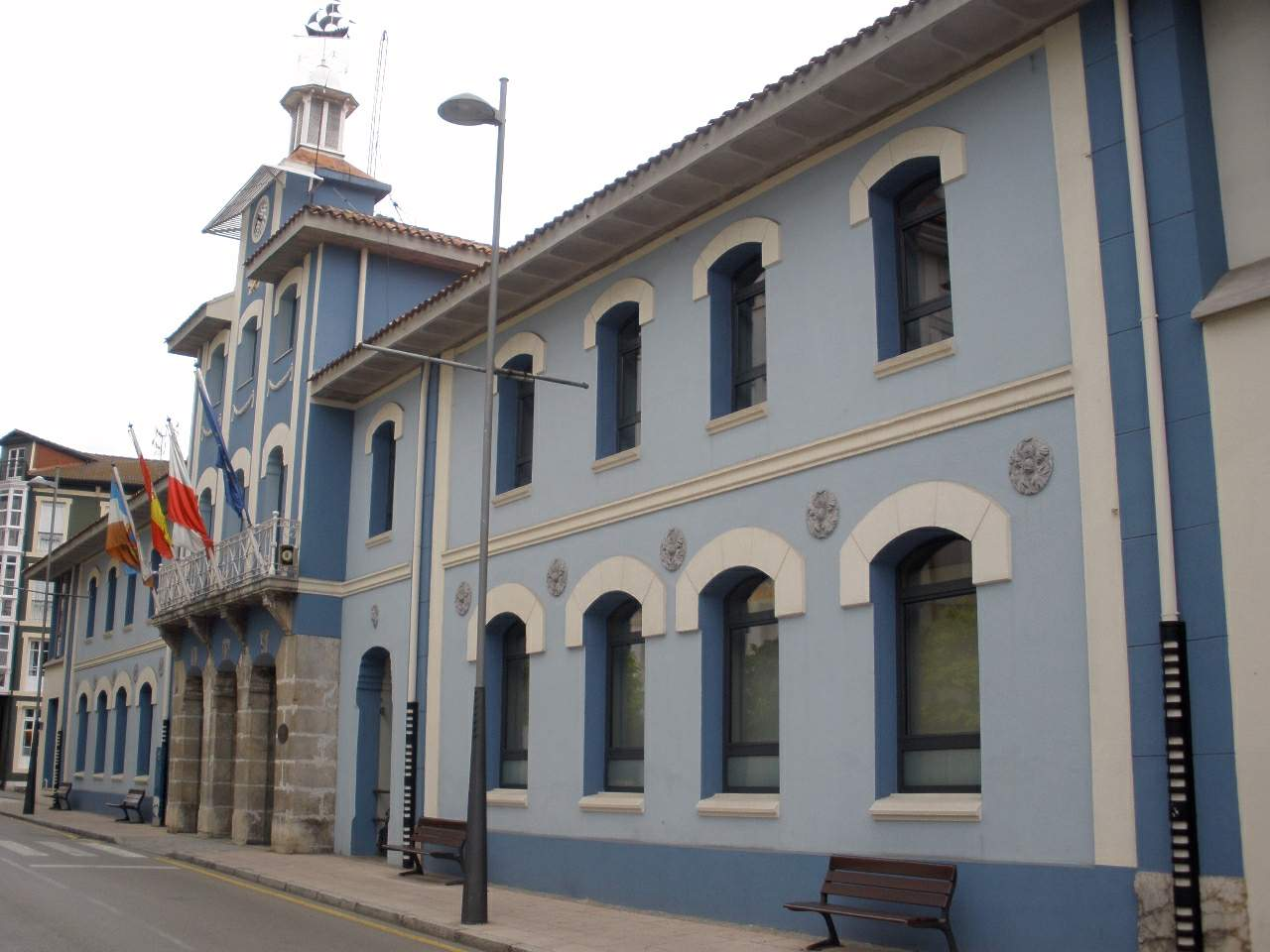
Ayuntamiento de El Astillero

### Gobierno municipal
El alcalde de El Astillero es Javier Fernández Soberón (Ciudadanos). Los partidos políticos con representación en el ayuntamiento son el Partido Popular de Cantabria, el Partido Regionalista de Cantabria, el Partido Socialista de Cantabria, Ciudadanos e Izquierda Unida.
| Periodo   | Nombre                      | Partido | Partido                                  |
| --------- | --------------------------- | ------- | ---------------------------------------- |
| 1979-1983 | Censuro Ayllón Martínez     |         | Unión de Centro Democrático (UCD)        |
| 1983-1987 | Sebastián Alonso Machado    |         | Partido Socialista Obrero Español (PSOE) |
| 1987-1991 | Censuro Ayllón Martínez     |         | Centro Democrático y Social (CDS)        |
| 1991-1995 | Juan A. Maestro Ibáñez      |         | Partido Socialista Obrero Español (PSOE) |
| 1995-2003 | Juan Ignacio Diego Palacios |         | Partido Popular (PP)                     |
| 2003-2007 | Ignacio Diego               |         | Partido Popular (PP)                     |
| 2007-2015 | Carlos Cortina              |         | Partido Popular (PP)                     |
| 2015-2019 | Francisco Ortiz             |         | Partido Regionalista de Cantabria (PRC)  |
| 2019-act. | Javier Fernández Soberón    |         | Ciudadanos (CS)                          |

| Partido político                         | 2023  | 2023  | 2023       | 2019  | 2019  | 2019       | 2015  | 2015  | 2015       | 2011  | 2011  | 2011       | 2007  | 2007  | 2007       |
| Partido político                         | Votos | %     | Concejales | Votos | %     | Concejales | Votos | %     | Concejales | Votos | %     | Concejales | Votos | %     | Concejales |
| Ciudadanos (CS)                          | 7226  | 70,19 | 15         | 2568  | 26,65 | 5          | —     | —     | —          | —     | —     | —          | —     | —     | —          |
| Partido Socialista Obrero Español (PSOE) | 866   | 8,41  | 1          | 2168  | 22,49 | 4          | 2277  | 24,01 | 4          | 2080  | 21,69 | 4          | 2943  | 30,31 | 5          |
| Partido Popular (PP)                     | 579   | 5,62  | 1          | 1364  | 14,15 | 3          | 3184  | 33,58 | 6          | 5000  | 52,15 | 10         | 5144  | 52,98 | 10         |
| Izquierda Unida (IU)                     | 402   | 3,9   | 0          | 507   | 5,26  | 1          | 1187  | 12,52 | 2          | 720   | 7,51  | 1          | 493   | 5,08  | 1          |
| Partido Regionalista de Cantabria (PRC)  | 383   | 3,72  | 0          | 1839  | 19,08 | 4          | 2284  | 24,09 | 5          | 1495  | 15,59 | 2          | 929   | 9,57  | 1          |

### Organización territorial
Sus 18 120 habitantes (2017) se distribuyen en:

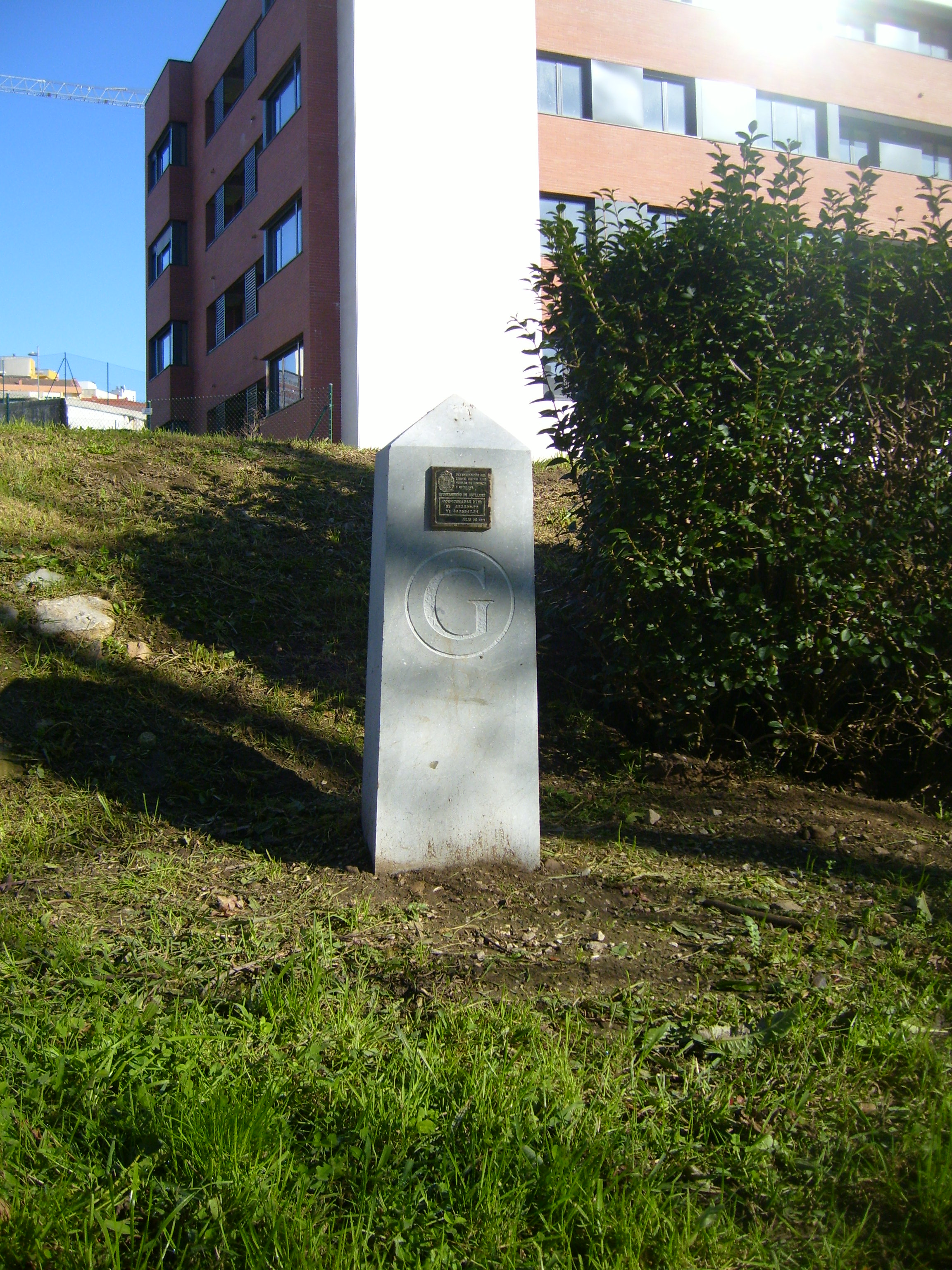
Mojón situado junto al parque de la Habanera y que marca los límites entre Guarnizo y El Astillero.

- El Astillero (localidad), 11 969 hab.
- Guarnizo, 5969 hab.

## Economía

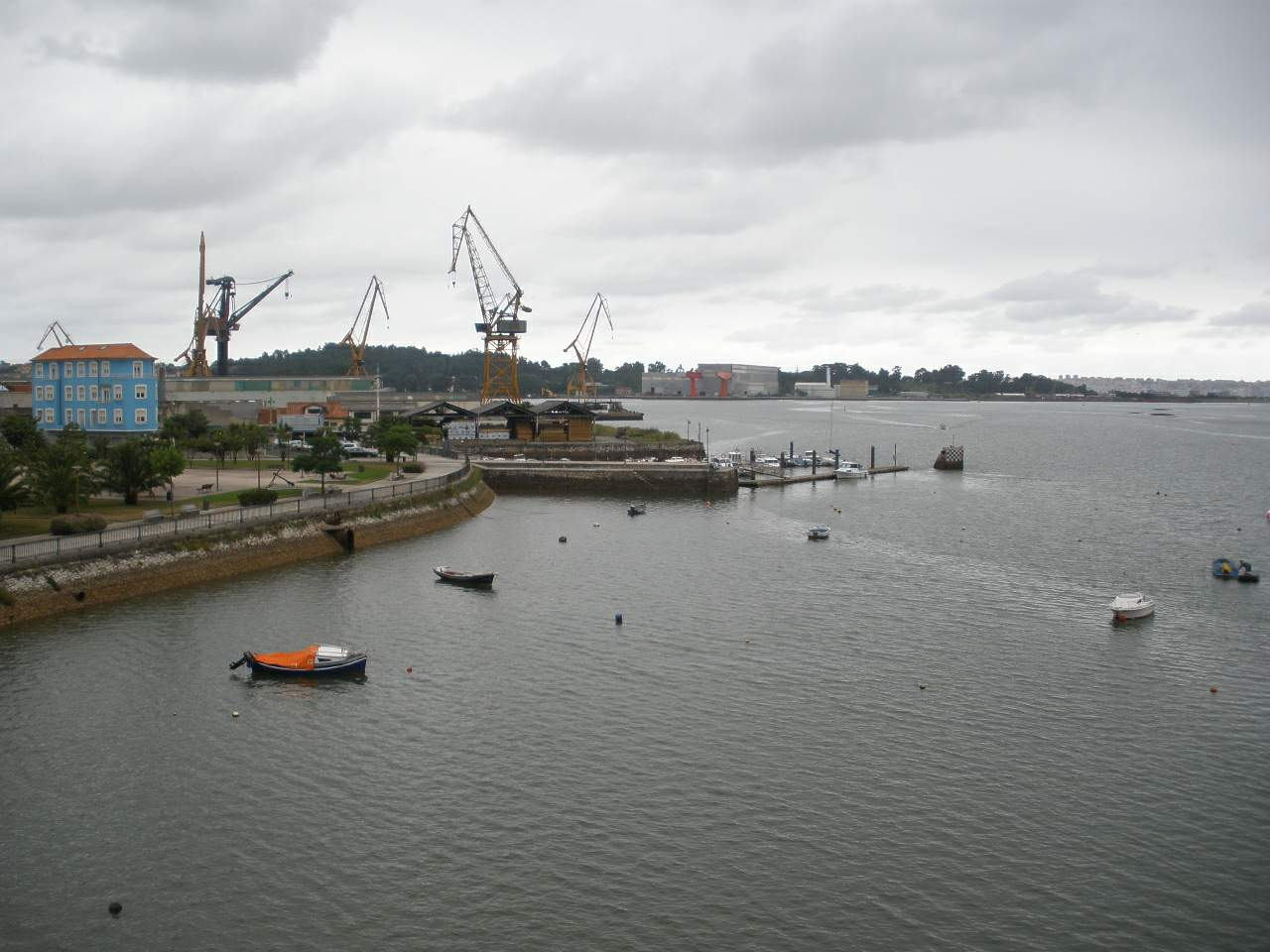
Instalaciones de Astander

Históricamente, este municipio ya pudo tener gran interés minero a raíz de la exportación de mineral de hierro extraído de la cercana Peña Cabarga desde tiempo de los romanos. Posteriormente, la presencia de grandes bosques y su situación estratégica en la parte sur de la bahía de Santander favorecieron el asentamiento en Guarnizo de unos astilleros ya desde finales del siglo XVI. En sus gradas se construyeron grandes buques, lo que dio lugar a una gran actividad económica que atrajo a numerosa población, origen de lo que hoy es el municipio de Astillero. Una presencia que aún pervive en las instalaciones de la empresa "Astilleros de Santander" (Astander).
La localización de Astillero al sur de la bahía santanderina fue clave para convertir el municipio en la segunda mitad del siglo XIX en el puerto minero de la bahía; su calado, que permitía la entrada de grandes buques, y la presencia de importantes explotaciones mineras en torno a la ría tuvo como consecuencia la construcción de varios cargaderos de mineral en el entorno de Astillero complementados por una red de ferrocarriles mineros que conectaron las bocas de las minas con los muelles de atraque y la red ferroviaria recién construida (ferrocarril de Alar en 1858; Santander-Solares, en 1891, Santander-Bilbao, Astillero-Ontaneda y Santander-Torrelavega en 1896).
La instalación de dos refinerías de petróleo en Astillero a finales del siglo XIX, "Deuchst y compañía", conocida como "La Cantábrica", y la "Desmarais hermanos", abrieron un periodo de prosperidad para el municipio y convirtieron en industrial una amplia zona al este de Astillero mejorando sensiblemente la situación laboral del municipio.
Actualmente es un municipio industrial en permanente desarrollo, como lo demuestra el auge del polígono industrial de Guarnizo, donde en la actualidad hay más de un centenar de empresas con más de 2000 trabajadores, caracterizadas por su alto nivel exportador. Junto a este polígono, el parque empresarial de Cantabria, en desarrollo, permitirá el asentamiento de nuevas empresas convirtiendo Astillero en uno de los grandes focos de presencia industrial del cinturón de Santander y de toda Cantabria. Existe, además, el polígono Tirso González, promovido por iniciativa privada, donde en los últimos años se han instalado diversas empresas.
Un 1,3% de la población del municipio se dedica al sector primario, un 11,8% a la construcción, un 28,2 a la industria y un 58,7% al sector servicios.

## Servicios

### Educación
En el municipio se encuentran los siguientes centros de educación:
- Educación Infantil Astillero, El Astillero
- CEIP Fernando de los Ríos, El Astillero
- CEIP José Ramón Sánchez, El Astillero
- CEIP Ramón y Cajal, Guarnizo
- CC Puente, El Astillero
- CC San José, Guarnizo
- IES El Astillero, El Astillero
- IES Ntra. Sra. de los Remedios, Guarnizo
- Centro de Educación de Personas Adultas, El Astillero

### Transporte

#### Carretera
Autopistas y autovías

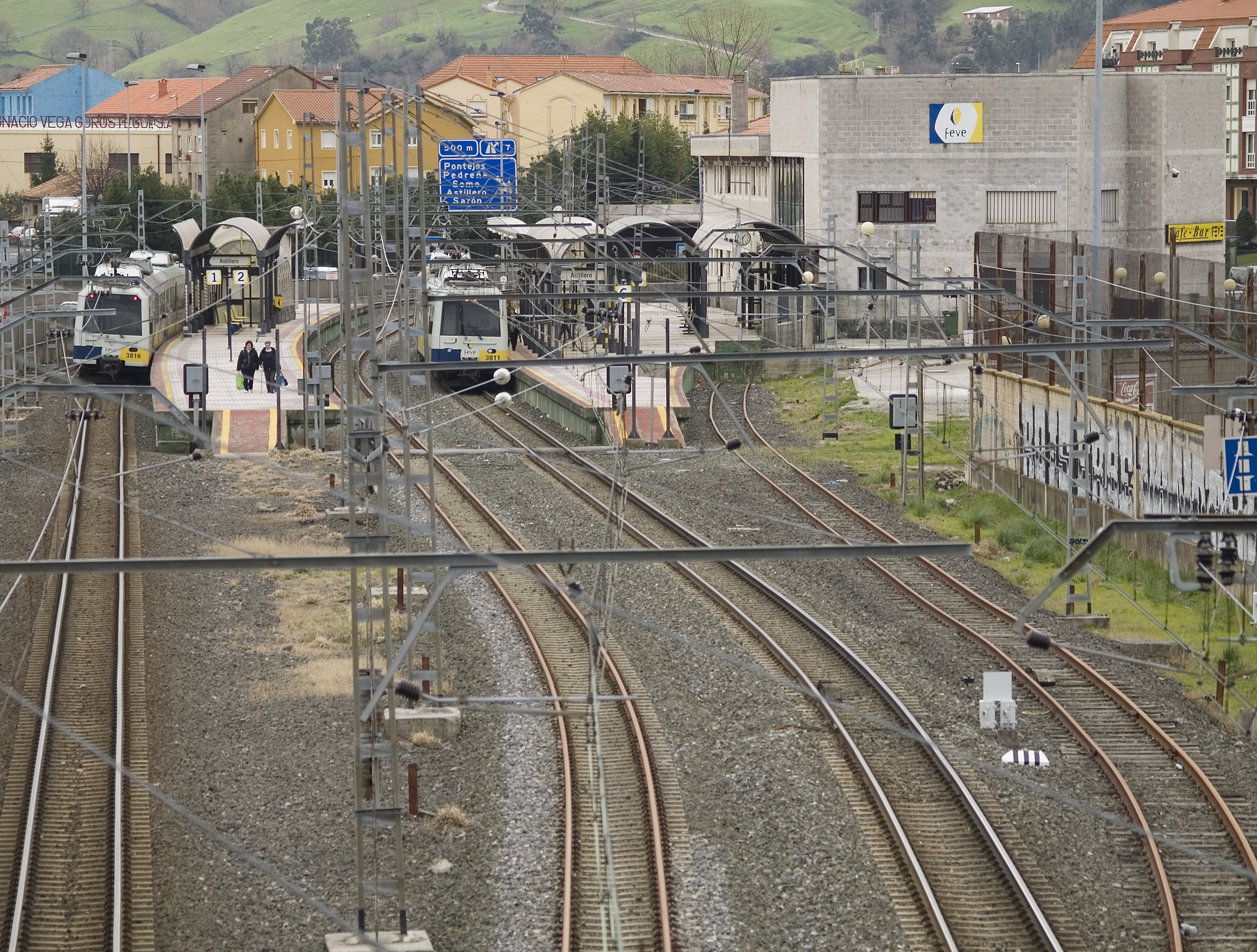
Estación de FEVE

- S-10]: Santander-Camargo-El Astillero

Otras carreteras
- N-635: Camargo-El Astillero-Medio Cudeyo
- CA-141: hasta Santoña
- CA-142: hasta Selaya
- CA-144: transcurre por Guarnizo y desemboca en la N-623 (Santander-Burgos).

#### Ferrocarril
La capital municipal, cuenta con dos estaciones de tren, con servicios operados por Renfe Cercanías AM: Astillero y La Cantábrica.
| Estación      | Procedencia/Destino | <                   | Línea | >             | Procedencia/Destino |
| ------------- | ------------------- | ------------------- | ----- | ------------- | ------------------- |
| Astillero     | Santander AM        | Maliaño-La Vidriera |       | La Cantábrica | Liérganes           |
| La Cantábrica | Santander AM        | Astillero           |       | San Salvador  | Liérganes           |

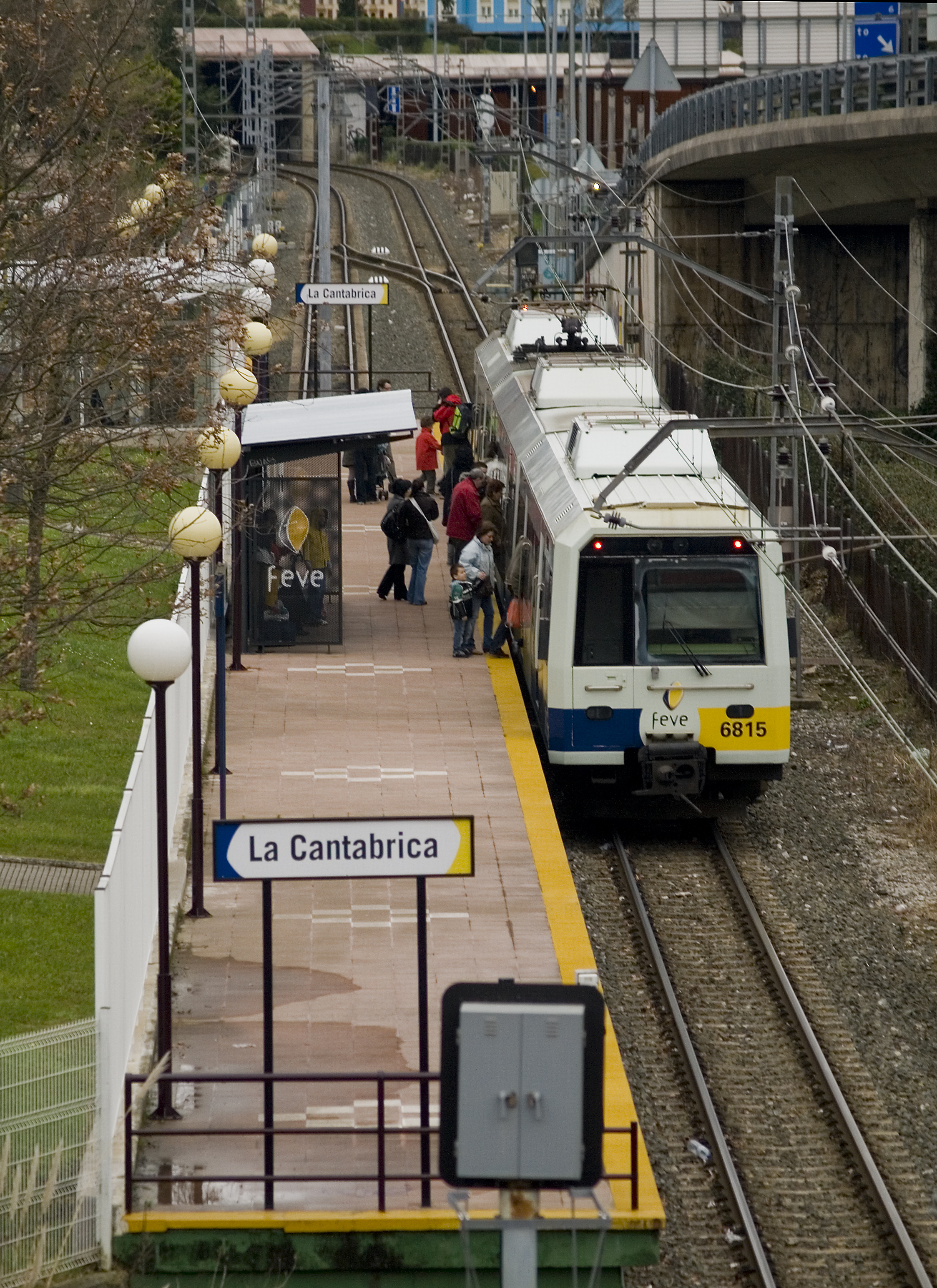
Apeadero de FEVE La Cantábrica

El municipio también cuenta con dos estaciones de Adif operadas por Renfe Cercanías, la de Boo y la de Guarnizo.
| Estación              | Procedencia/Destino | <       | Línea | >        | Procedencia/Destino |
| --------------------- | ------------------- | ------- | ----- | -------- | ------------------- |
| [[Archivo:]] Boo      | Santander           | Maliaño |       | Guarnizo | Reinosa             |
| [[Archivo:]] Guarnizo | Santander           | Boo     |       | Parbayón | Reinosa             |

#### Aeropuerto Santander
El Aeropuerto de Santander (IATA: SDR, ICAO: LEXJ), está situado en el municipio de Camargo, a 3 kilómetros del municipio. Inició su servicio en 1977 y actualmente su propiedad y gestión corre a cargo de la sociedad pública AENA.
Tiene conexiones con Mallorca, Alicante, Barcelona, Gran Canaria, Lanzarote, Madrid-Barajas, Málaga, Reus, Sevilla y Tenerife;
también cuenta con destinos internacionales a Dublín, Hahn, Londres, Bérgamo, Beauvais, Pisa y Roma.

## Patrimonio

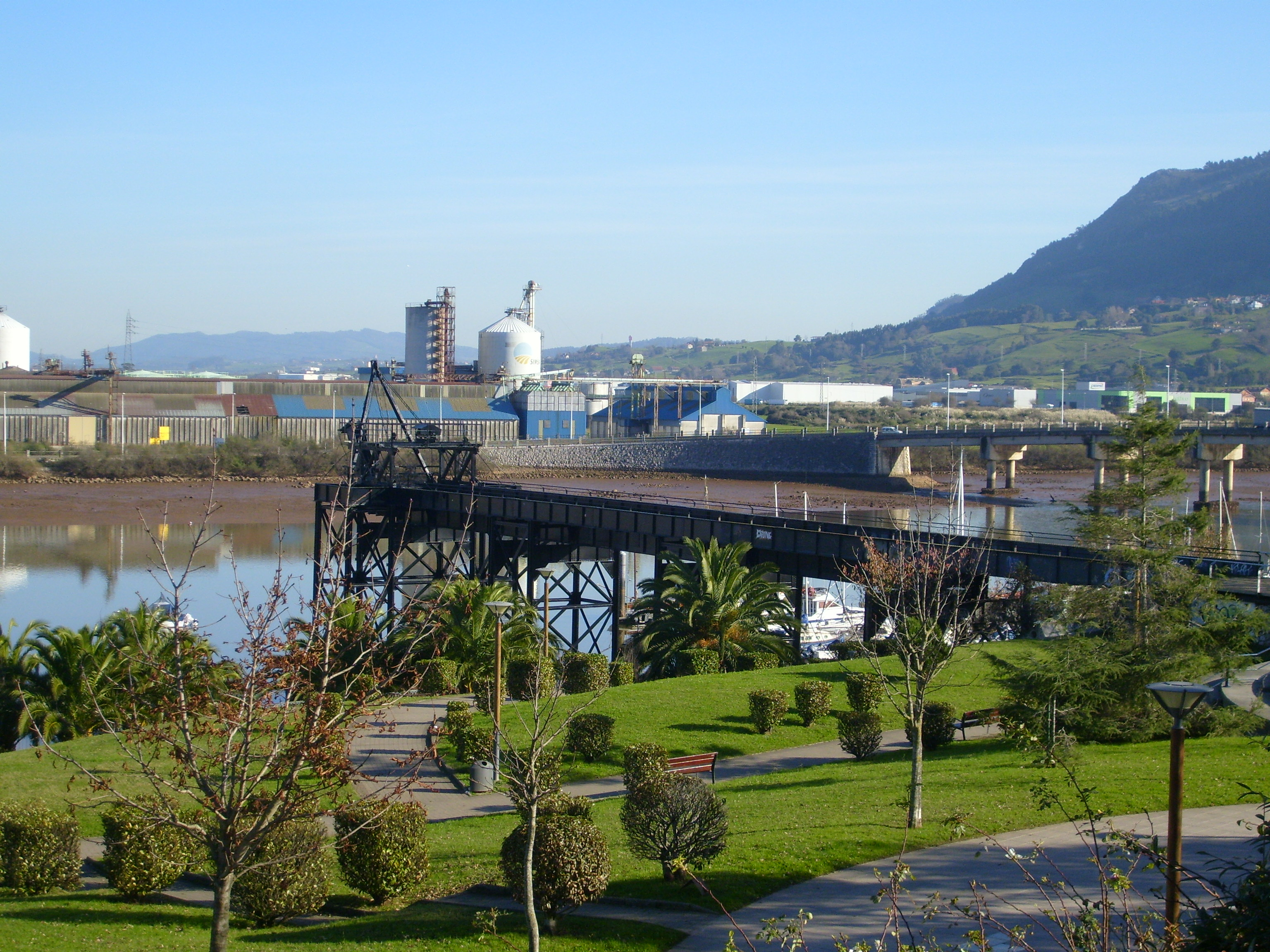
Antiguo cargadero de mineral de hierro de Orconera

- Iglesia de San José: Construida a mediados del siglo XX es de inspiración románica, techo de estilo mudéjar y torre de doble campanario. En su interior destaca un retablo, de estilo churrigueresco, procedente de la antigua edificación y datado en el siglo XVIII.[16]
- Casa consistorial: Edificio inaugurado en 1881, su arquitectura se inspira en el tipo francés. En el frente y sobre los arcos de entrada, se añadieron unos relieves que representan el pasado del municipio, como la industria minera y a la construcción naval.[17]
- Cargadero de Orconera: Antiguo cargadero de mineral de hierro construido a finales del siglo XIX y que, actualmente, está declarado Bien de Interés Local desde 2013 por el Gobierno de la Comunidad de Cantabria.[18]
- Iglesia de Nuestra Señora de Muslera

## Cultura

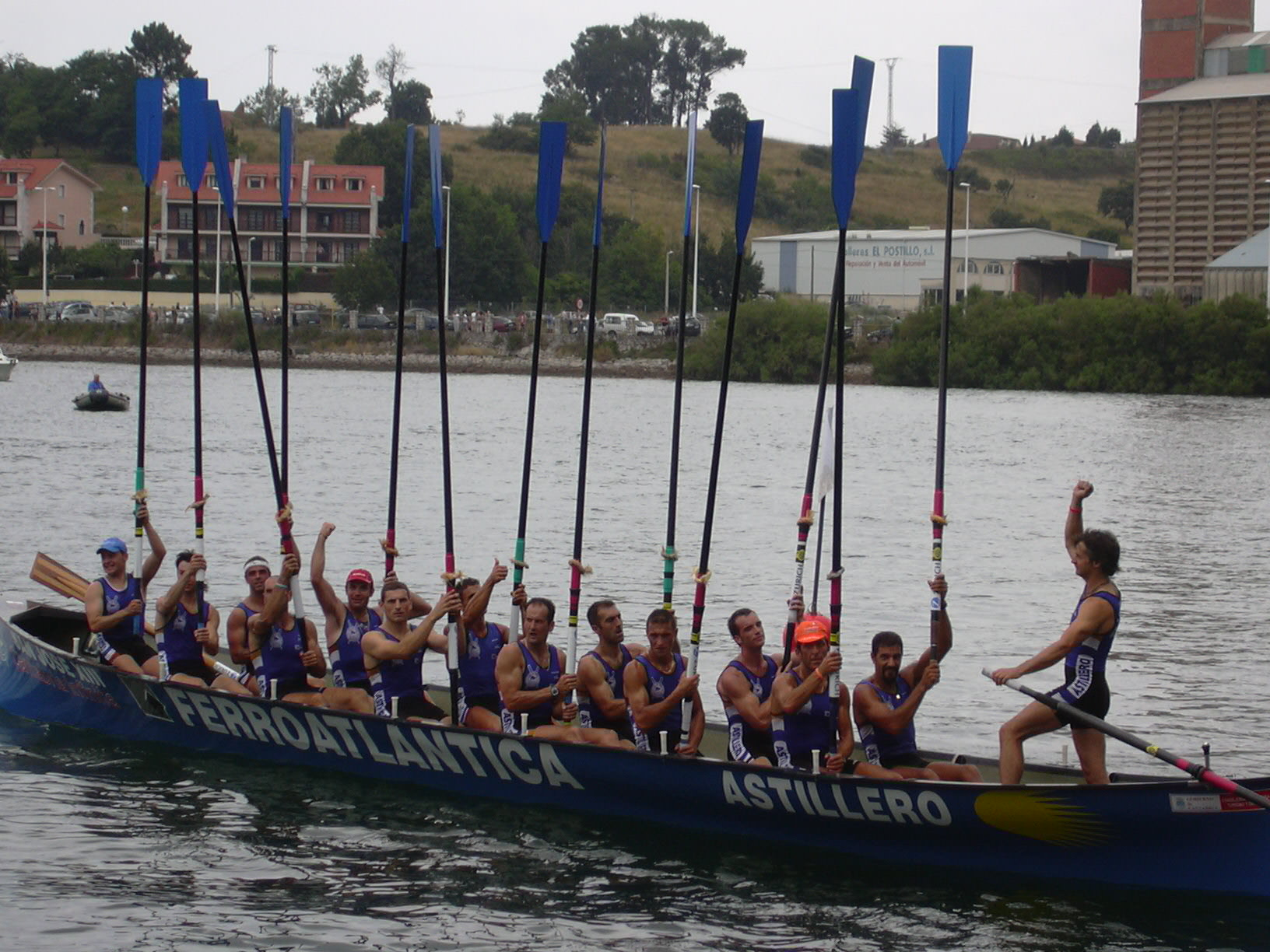
Trainera de la Sociedad Deportiva de Remo Astillero

El municipio de Astillero está vinculado desde su nacimiento a la construcción y reparación de buques, lo que permitió el desarrollo de una tradición de carpinteros de ribera y otros artesanos relacionados con la arquitectura naval y armamento de navíos. La construcción de naves de la Corona Española hizo que la población de Astillero contara con muchos extranjeros entre sus vecinos, lo que ha caracterizado su idiosincrasia. Esta vocación marinera ha hecho que surja una gran afición a los deportes náuticos, sobre todo al remo, con destacadas regatas de traineras.

### Equipamiento cultural
Almacén de las Artes
Es un centro sociocultural inaugurado en octubre de 2004, se trata de un edificio diseñado por el arquitecto Luis Pedraz y fue desde gestionado desde su inauguración por la empresa ARKO Promociones Culturales. Está situado en la Plaza del Mercado y consta de una ocioteca, un aula polivalente, una escuela de música y una escuela de artes plásticas y nuevas tecnologías.

### Festividades y eventos
A lo largo del año, en el municipio de El Astillero se celebran las siguientes fiestas:
- La cabalgata de los Reyes Magos, que recorre las calles de Astillero
- En marzo/abril se celebra el Carnaval de Astillero, donde se festeja el carnaval infantil, el velatorio y el entierro de la sardina. Se celebra también un concurso de murgas y disfraces.
- Las Fiestas de San José, fiestas de tradición del municipio en honor a su patrón. A lo largo del mes de marzo se realizan numerosas actividades que comienzan con un pregón de las fiestas y finalizan con una cabalgata de carrozas que atrae a miles de personas.
- La Fiesta del deporte, organizada por el ayuntamiento durante los meses de marzo y abril, con el objetivo de galardonar a los deportistas del municipio que han destacado a lo largo del año, tanto en pruebas y competiciones locales como regionales, nacionales e internacionales.
- 15 de mayo: fiesta popular de San Isidro, organizada por los vecinos de este barrio de Guarnizo.
- 29 de junio: festividad de San Pedro, de marcado carácter popular que se celebra en Guarnizo.
- 14 de julio: festividad de San Camilo, de marcado carácter popular que se celebra en este barrio de Guarnizo.
- 15 de agosto: se celebra el día de Santa María de Muslera, Patrona del municipio. Esta festividad se complementa con los actos que se realizan durante todo el mes de agosto en la Planchada además de las tradicionales regatas de traineras.
- Festivales de verano de la Planchada, se celebra durante todo el mes de agosto, hay multitud de actividades. Una de las más destacadas en los últimos años es el concurso de Saltos de Hípica que se celebra en los terrenos del Parque de la Cantábrica, además de los juegos infantiles, futbito, concurso de pesca y actuaciones de grupos musicales por las noches; todos ellos en La Planchada
- Jornadas de folclore de España en Astillero, durante la última semana del mes de agosto, el festival de verano culmina con la celebración de las Jornadas de Folclore con grupos de las distintas regiones y autonomías españolas.
- Fiestas de San Tiburcio, es una de las actividades de reciente incorporación al calendario festivo. Ha recuperado juegos tradicionales e iniciativas que fomentan la participación popular. Se celebra a finales de agosto y principios de septiembre en la Plaza del Mercado.
- 12 de octubre: festividad de Nuestra Señora del Pilar, patrona de Guarnizo. Durante una semana se celebran actos festivos con certamen de actividades populares, romerías, etc.

## Ciudades hermanadas
- Chiclana de la Frontera, España[22]